# Son of a Gun (I Betcha Think This Song Is About You)
„Son of a Gun (I Betcha Think This Song Is About You)” este un cântec al interpretei americane Janet Jackson. Piesa a fost compusă de Jimmy Jam, Terry Lewis și Jackson, fiind inclusă pe cel de-al șaptelea material discografic de studio al artistei, All for You. „Son of a Gun” a ocupat locul 28 Statele Unite ale Americii și locul 20 în Australia.

## Clasamente
| Clasament                       | Poziția maximă | Referință |
| ------------------------------- | -------------- | --------- |
| Australian Singles Chart        | 20             | [ 2 ]     |
| Belgian Singles Chart (Flandra) | 20             | [ 2 ]     |
| Belgian Singles Chart (Valonia) | 25             | [ 2 ]     |
| Denmark Singles Chart           | 19             | [ 2 ]     |
| Dutch Singles Chart             | 34             | [ 2 ]     |
| German Singles Chart            | 69             | [ 4 ]     |
| New Zealand Singles Chart       | 49             | [ 2 ]     |
| Swedish Singles Chart           | 46             | [ 2 ]     |
| Swiss Singles Chart             | 56             | [ 2 ]     |
| UK Singles Chart                | 13             | [ 5 ]     |
| U.S. Billboard Hot 100          | 28             | [ 3 ]     |